# Kuolema (Ajattara)
Kuolema è il secondo album in studio del gruppo black metal finlandese Ajattara, pubblicato nel 2003.

## Tracce
1. Antakaa elää – 3:24
2. Surman henki – 2:51
3. Haureus – 2:56
4. Huoran alla – 2:42
5. Ikiyössä – 3:22
6. Musta leski – 3:10
7. Sielun särkijä – 3:52
8. Kituvan kiitos – 3:30
9. Helvetissä on syntisen taivas – 3:58
10. Rauhassa – 3:46

## Formazione
- Ruoja - voce, chitarre, tastiere
- Atoni - basso
- Malakias I - batteria